# Wolfgang Kaiser (Politiker)
Wolfgang Kaiser (* 24. Mai 1949 in Stuttgart) ist ein Kommunalpolitiker und war Landesschatzmeister von  Bündnis 90/Die Grünen in Baden-Württemberg von 2013 bis 2023.

## Leben
Wolfgang Kaiser war Mitbegründer der Grünen in Baden-Württemberg sowie im Schwarzwald-Baar-Kreis und 13 Jahre lang Ortsvorsteher von Biesingen. Ab 1976 war er Referendar am Gymnasium in Schwenningen und Tuttlingen. Danach wechselte er an das Villinger Gymnasium Albert-Schweitzer-Schule. Von 1987 bis 1989 gehörte er dem geschäftsführenden Landesvorstand der Grünen in Baden-Württemberg an und war neben Heide Rühle deren Sprecher. 1995 und 1997 wurde Kaiser jeweils als Mitglied in den erweiterten Landesvorstand der Grünen in Baden-Württemberg gewählt. 2005 kandidierte er auf der Landesliste der Grünen in Baden-Württemberg zur Bundestagswahl. 2013 ging er als Lehrer in den Ruhestand. Er ist Fraktionsvorsitzender der LBU (Liste Bürgerbeteiligung und Umweltschutz) im Gemeinderat von Bad Dürrheim, deren Mitbegründer er 1979 war.
Von 2013 bis 2023 war er Landesschatzmeister der baden-württembergischen Grünen.
Er ist zudem Gründungsmitglied des Institut Solidarische Moderne und Aufsichtsratsvorsitzender einer Bürgerenergiegenossenschaft.

## Privates
Kaiser ist verheiratet, hat fünf Kinder und zwei Enkelkinder.

## Ehrungen
- 2011: Verdienstkreuz am Bande der Bundesrepublik Deutschland[8]